# Molophilus (Molophilus) gununo
Molophilus (Molophilus) gununo is een tweevleugelige uit de familie steltmuggen (Limoniidae). De soort komt voor in het Australaziatisch gebied.